# قناة ليبيا الوطنية
قناة ليبيا الوطنية أو قناة الوطنية هي القناة الرسمية للدولة الليبية  كانت تسمى قناة الجماهيرية سابقا في عهد نظام العقيد الليبي الراحل معمر القذافي وأطلق عليها خلال فترة حكم النظام الليبي اسم الهيئة العام لإذاعات الجماهيرية العظمى.
وهي مؤسسة البث المرئي الرئيسية في ليبيا. وتقدم برامجها باللغة العربية بالإضافة إلى عدد من النشرات باللغة الإنجليزية والفرنسية وتشرف على قناة تلفزيونية وقناة راديو ولها مقرات في مدن : طرابلس الغرب وبنغازي وسرت وسبها.
توقف بث القناة بعد سيطرة القوات المناهضة لنظام القذافي على العاصمة الليبية طرابلس في أحداث 2011 ليجري تغيير اسمها لاحقا إلى قناة الوطنية.
وكان أول بث مرئي للتلفزيون الليبي قد انطلق في العام 1968 في أواخر فترة المملكة الليبية. وفي الثمانينيات كانت الإذاعة المرئية الليبية تبث من خلال قناتين أرضيتين هما القناة الأولى (البرنامج الأول) والتي كانت تبث برامجها باللغة العربية والقناة الثانية (البرنامج الثاني) والتي كانت تبث برامج منوعة ترفيهية غربية باللغتين الإنكليزية والفرنسية.
وأنشئت أول إذاعة في البلاد عام 1957، مع انطلاق مؤسسة الإذاعة والتلفزيون الليبية والتي تولت الإشراف على قطاع الإعلام في ليبيا وكانت باكورة منجزاتها إطلاق أول قناة تلفزيونية ليبية عام 1968.
ويشهد التلفزيون الليبي نشاطا في فترات معينة خصوصا في شهر رمضان وذلك بعرض مجموعة من البرامج الحديثة الإنتاج والتي تعد خصيصا لارتفاع نسبة المشاهدة في تلك الفترة.
بدأ بث التلفزة الرسمية الليبية فضائيا عبر الأقمار الصناعية لأول مرة إلى أوروبا والعالم العربي في العام 1996 وذلك عبر قمري عرب سات وهوت بيرد.
وجرى تطوير القناة وإعادة إطلاق بثها بطابع جديد في عام 2022 بعد تطويرها بإشراف حكومة الوحدة الوطنية الليبية 